# Macworld
Macworld es un sitio web y una revista mensual dedicada a productos de Apple Macintosh. Es editada por Mac Publishing, cuya sede principal está ubicada en San Francisco, California, Estados Unidos. Publicada desde 1984, la revista tiene la mayor circulación (tanto por suscripción como por venta en puestos de periódico) de las revistas enfocadas en Macintosh de América del Norte. Macworld fue fundada por David Bunnel y Andrew Fluegelman.
La edición impresa de MacWorld dejó de publicarse en EE. UU. el 10 de septiembre de 2014. La mayoría del personal fue despedido y sólo continúa la edición en línea de la revista. Así mismo, el 14 de octubre de 2014 se anunció que el evento Macworld Expo, impulsado por la revista, cesaba sus actividades.
La revista es publicada en muchos países, ya sea por las subsidiarias de IDG, su propietaria, o por publicadores externos que han licenciado la marca y su contenido. Estas ediciones incluyen Australia, Alemania (Macwelt), Italia, España, Suiza (MacWorld), Turquía, el Reino Unido, los Países Bajos e Indonesia. Su contenido también se incorpora en una serie de publicaciones de IDG.
La revista también licencia su nombre a otra subsidiaria de IDG, IDG World Expo, para la Macworld Conference & Expo, la cual tiene lugar en enero en el Moscone Convention Center en San Francisco.